# Генріх IV Ройсс-Кестріцький
Князь Генріх IV Ройсс-Кестріцький (нім. Heinrich IV Fürst Reuß zu Köstritz; 26 жовтня 1919, Ернстбрунн — 20 червня 2012, Ернстбрунн) — німецький аристократ і офіцер, оберлейтенант вермахту, глава дому Ройсс (1945 — 2012). Кавалер Німецького хреста в золоті.

## Біографія
Син принца Генріха XXXIX Ройсс-Кестріцького і його дружини Антонії, уродженої графині цу Кастелль-Кастелль. Учасник Другої світової війни. Після викрадення НКВС і зникнення в 1945 році принца Генріха XLV, останнього глави молодшої лінії дому Ройсс, очолив весь дім. Все життя прожив у замку Ернстбрунн в Нижній Австрії.

## Сім'я
10 червня 1954 року одружився з принцесою Марією Луїзою цу Зальм-Горстмар (1918-2015), дочкою князя Отто II цу Зальм-Горстмар. В пари народились 4 дітей:
- Генріх XIV (14 липня 1955) — теперішній голова дому Ройсс.
- Анна Елізабет Йоганетта (29 червня 1957)
- Кароліна Адельма Генрієтта Анна Елізабет (23 червня 1959)
- Анна Елізабет Елеонора (22 липня 1962)

## Нагороди[4]
- Залізний хрест 2-го і 1-го класу
- Нагрудний знак «За поранення» в сріблі
- Німецький хрест в золоті (23 червня 1943) — як оберлейтенант 1-ї роти 1-го батальйону 26-го танково-гренадерського полку 24-ї танкової дивізії.